# Færøernes nationalvåben
Færøernes nationalvåben optrådte første gang i en af de middelalderlige stole i Kirkjubøur omkring det 15. århundrede. Det afbilder en vædder (veðrur) på et skjold. Senere brug viser vædderen i et segl brugt af løgrættumenn – medlemmerne af den gamle færøske retsinstans, lagtinget.
Nationalvåbenet gik ud af brug da lagtinget blev nedlagt i 1816. Efter lagtingets genetablering i 1852 og endda under Færøernes de facto suverænitet under 2. verdenskrig blev nationalvåbnet stadig ikke brugt.
Efter hjemmestyreloven trådte i kraft i 1948 blev nationalvåbnet taget i brug igen. Dog ikke af lagtinget (parlamentet), men af Landsstýri (regeringen). Den gamle titel som lagmand (løgmaður) er blevet genetableret, men bruges nu af regeringslederen og nationalvåbnet følger ham.
D. 1. april 2004 annoncerede lagmandens kontor, at lagmanden og hans kontor fremover vil bruge en ny version af nationalvåbnet. Dette er baseret på den originale stol fra Kirkjubøur. Farverne er inspirerede af det færøske flag, Merkið, og gul/gylden blev tilføjet. Det nye våben viser en vædder på et blåt skjold, der er klar til at forsvare sig. Det kan bruges af ministrene og af officielle færøske repræsentanter. Nogle bruger dog stadig det gamle symbol.